# 閑田千尋
閑田 千尋（かんだ ちひろ、2001年11月20日 - ）は、日本の女子バレーボール選手である。

## 来歴
広島県広島市出身。
広島市立可部中学校では2016年に全日本中学校選手権で優秀選手を受賞、全国都道府県対抗中学大会（JOCカップ）で広島県選抜を優勝に導いた。
広島市立沼田高等学校では2019年に第71回全日本高等学校選手権（春高バレー）に出場している。
都留文科大学では4年時に主将を務めた。
2023年12月、V.LEAGUE DIVISION2所属の群馬グリーンウイングスの内定選手となった。
2024年10月14日の2024-25シーズンチーム開幕戦・Astemoリヴァーレ茨城戦に出場しSVリーグデビューを果たした。
2025年4月、2024-25シーズン限りでの退団が発表された。4月30日に自由交渉選手として公示。7月にヴィアーレ兵庫に加入。

## 受賞歴
- 2016年 - 全日本中学校選手権 優秀選手
- 2023年 - 春季関東大学女子2部リーグ 敢闘選手・セッター賞[10]
- 2023年 - 秋季関東大学女子2部リーグ スパイク賞・セッター賞[11]

## 所属チーム
- 広島市立可部中学校（2014-2017年）
- 広島市立沼田高等学校（2017-2020年）
- 都留文科大学（2020-2024年）
- 群馬グリーンウイングス（2024-2025年）
- ヴィアーレ兵庫（2025年-）